# Nackarberg
Nackarberg är ett naturreservat i Ludvika kommun i Dalarnas län.
Området är naturskyddat sedan 2007 och är 76 hektar stort. Reservatet ligger omkring den gamla finnbosättningen Nackarberg och består  barrblandskog och lövträd. 